# Cataract
Cataract est un groupe suisse de metalcore formé en 1998. Le groupe se compose actuellement de Federico 'Fedi' Carminitana (chant), Greg Mäder (guitare), Ricky Dürst (batterie), Nico Schläpfer (basse), et Tom Kuzmic (guitare).

## Biographie
Cataract est formé en 1998 par le guitariste Simon Füllemann, le guitariste Greg Mäder et le batteur Ricky Dürst. Leur première démo éponyme est enregistrée en six heures, et mixée en quatre heures dans la chambre du chanteur Christian 'Mosh' Ebert. Cette démo hardcore/metal se vend à 2 000 exemplaires,. Cataract enregistre son premier album studio, Golem, avec le producteur Alessandro Azzali en avril 2000 ; le label Ferret Music fait paraître Golem en décembre la même année.
Début 2001, le line-up de Cataract change. Fedi remplace le chanteur Mosh. Peu après, Cataract enregistre cinq chansons pour l'EP intitulé Martyr's Melodies, distribué sous format vinyle 7”. Le groupe participe au Hellfest, et à de nombreuses soirées comme Poison the Well, Bane, Unearth, NORA (en), 18 Visions (en) et Most Precious Blood (en), dont leur première tournée officielle. En 2002, ils travaillent en majeure partie sur leur second album, Great Days of Vengeance, distribué au label Lifeforce Records en mars 2003. Le nouvel album est orienté metal contrairement à Golem. Cataract attire l'attention du label Metal Blade Records, et signe en 2004. En mars 2004, ils entrent aux Antfarm Studios et travaille sur leur nouvel album avec le producteur Tue Madsen. With Triumph Comes Loss est très bien accueilli par les critiques avec sa sonorité agressive et groovy. L'album est suivi d'une multitude de festivals et de tournées promotionnelles pour l'album.
En mai 2006, Cataract fait paraître Kingdom, son quatrième album studio. En janvier 2007, le membre fondateur Simon quitte le groupe et se voit remplacer par Tom Kuzmic (ex membre du groupe suisse de death metal Disparaged). Kay Brem est également remplacé par Nico Schläpfer. Avec ce nouveau line-up, le groupe enregistre son cinquième album par la suite paru en mars 2008.

## Membres

### Membres actuels
- Federico 'Fedi' Carminitana - chant (depuis 2001)
- Greg Mäder - guitare (depuis 1998)
- Ricky Dürst - batterie (depuis 1998)
- Nico Schläpfer - basse (depuis 2007)
- Tom Kuzmic - guitare (depuis 2007)

### Anciens membres
- Christian 'Mosh' Ebert - chant (1998–2001)
- Simon Füllemann   - guitare (1998–2007)
- Michael Henggeler - basse (1998–2006)
- Kay Brem          - basse (2006–2007)

## Discographie
- Cataract (démo) – 1998/99
- War Anthems (CD 3 titres) – 1999
- Golem – 2000
- Martyr's Melodies – 2001/2002
- Great Days of Vengeance – 2003
- With Triumph Comes Loss – 2004
- Kingdom – 2006
- Cataract – 2008
- Killing The Eternal – 2010